# Kamerun Niemiecki
Kamerun Niemiecki (niem. Deutsch-Kamerun) – niemiecka kolonia w latach 1884–1916.

## Historia
W roku 1864 Niemcy założyli pierwszą faktorię handlową na wybrzeżach Kamerunu. W 1884 niemiecki komisarz Gustav Nachtigal nakłonił przywódców kameruńskich plemion do przyjęcia protektoratu niemieckiego.
W 1911 wytyczono wschodnią i południową granicę Kamerunu, wskutek czego do niemieckiej kolonii przyłączono część terytoriów kontrolowanych do tej pory przez Francuzów.
W roku 1916 Kamerun Niemiecki został zajęty przez wojska brytyjskie i francuskie. W 1922 roku dawną niemiecką kolonię podzielono na dwa terytoria mandatowe – Kamerun Francuski i Kamerun Brytyjski.

Proponowana flaga
Proponowany herb

## Gubernatorzy
- 1884–1885 dr Max Buchner (Komisarz)
- 1885–1891 Freiherr von Soden
- 1891–1895 von Zimmerer
- 1895–1906 Jesko von Puttkamer
- 1907–1910 dr Theodor Seitz
- 1910–1911 dr Otto Gleim
- 1912–1916 dr Karl Ebermaier